# 埃達頓 (密西西比州)
埃達頓（英語：Adaton）是位於美國密西西比州奧克蒂比哈縣的非建制地區。

## 地理
埃達頓所處的海拔為高於海平面81米（即266英呎），而該地所採用的時區為UTC-6，即北美中部時區（CST）。同時該地設有夏令時間，為UTC-6調快一小時，即UTC-5（CDT）。